# Foals
Foals je anglická alternativní rocková hudební skupina, která vznikla v roce 2005 v Oxfordu. Jejími členy jsou zpěvák a kytarista Yannis Philippakis, bubeník Jack Bevan, kytarista a klávesista Jimmy Smith a klávesista Edwin Congreave. Baskytarista Walter Gervers odešel počátkem roku 2018. Zpočátku v kapele působil ještě zpěvák Andrew Mears. Své první album kapela Foals vydala roku 2008 pod názvem Antidotes.

## Diskografie
- Antidotes (2008)
- Total Life Forever (2010)
- Holy Fire (2013)
- What Went Down (2015)
- Everything Not Saved Will Be Lost – Part 1 (2019)
- Everything Not Saved Will Be Lost – Part 2 (2019)
- Collected Reworks (2020)
- Life Is Yours (2022)